# Ishenbai Kadyrbeko
Ishenbai Kadrybekov (n. Naryn, RSS de Kirguistán, 16 de julio de 1949), es un arquitecto y político kirguiso, que fungió como Presidente interino de la Asamblea de Representantes del Pueblo de Kirguistán, cámara baja del parlamento de Kirguistán y fue nombrado, de manera inconstitucional, jefe de Estado interino del país tras la huida de Askar Akayevich Akayev y de su sucesor constitucional, Nikolai Tanayev, el primer ministro, en medio de la Revolución de los Tulipanes. Su investidura fue considerada ilegítima ya que no se había realizado conforme con la constitución kirguisa, que indicaba que el primer ministro era el sucesor del Presidente en caso de su renuncia, la cual tampoco se había efectuado (Akayev no renunció formalmente hasta abril). Al día siguiente fue designado primer ministro y Presidente interino Kurmanbek Bakíev, quien sería elegido democráticamente ese mismo año.
Durante la administración de Bakíev, Kadrybekov fue detenido el 25 de abril de 2008, acusado de corrupción durante su liderazgo de la Agencia de Construcción y Arquitectura de Kirguistán, y se le dio prisión preventiva. Fue liberado un año más tarde, luego de que prometiera no abandonar el país, tras constatarse que tenía problemas de salud, y fue puesto bajo arresto domiciliario.